# 僧伽-多基國家公園
2°30′N 16°10′E / 2.500°N 16.167°E
僧伽-多基國家公園是中非共和國的國家公園，位於該國西南端，成立於1990年，面積1,443平方公里，有西部低地大猩猩、非洲森林象、黑猩猩、大林豬、紅河豬、林羚、紫羚等野生動物棲息。